# Thảm Ba Tư

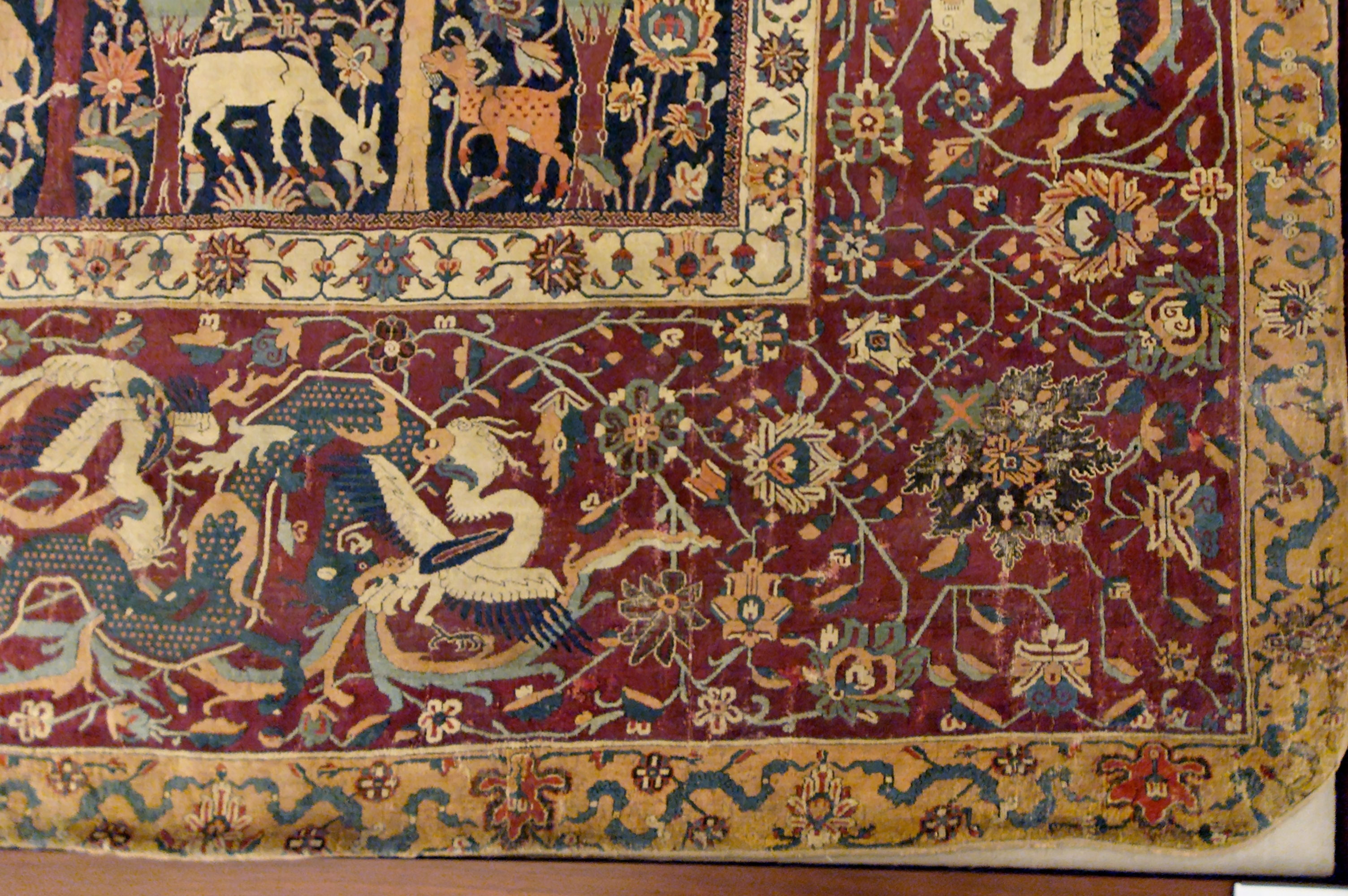
Họa tiết về Thảm Mantes, Safavid, Louvre

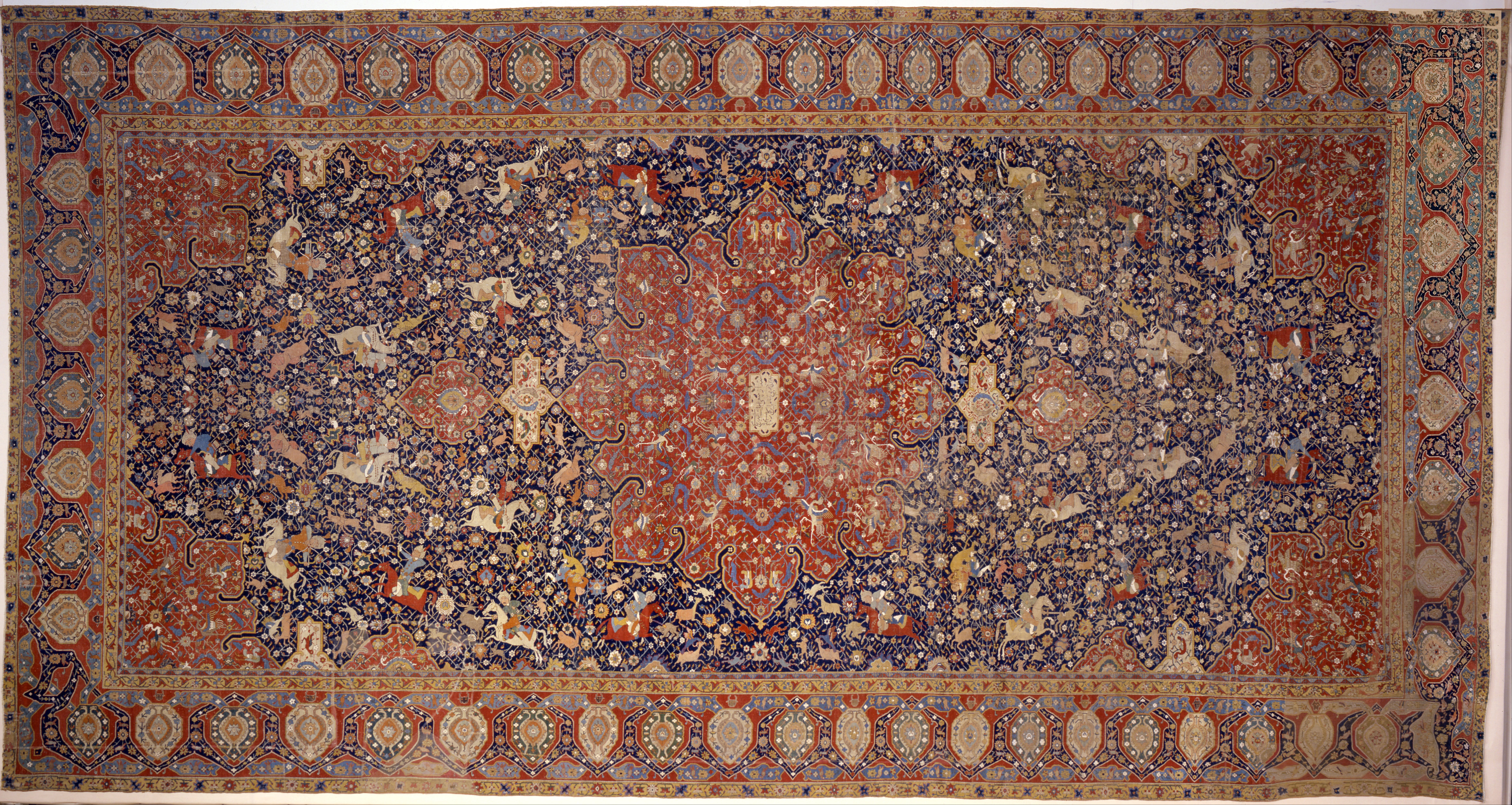
Thảm đi săn của Ghiyâth-ud-Din Jâmi, len, bông và lụa, 1542–1543, Museo Poldi Pezzoli, Milan

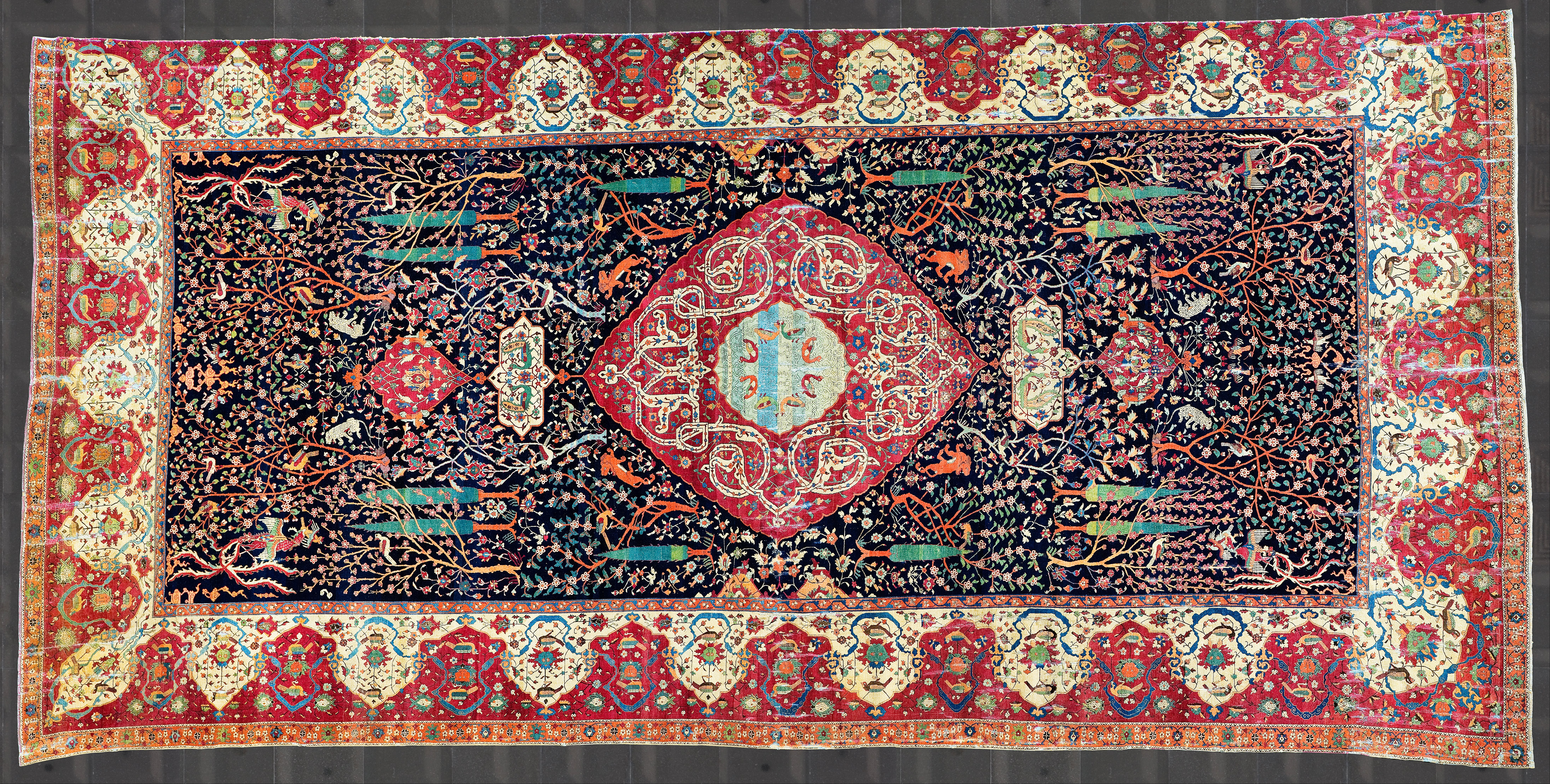
Thế kỷ 16, "Thảm Schwarzenberg"

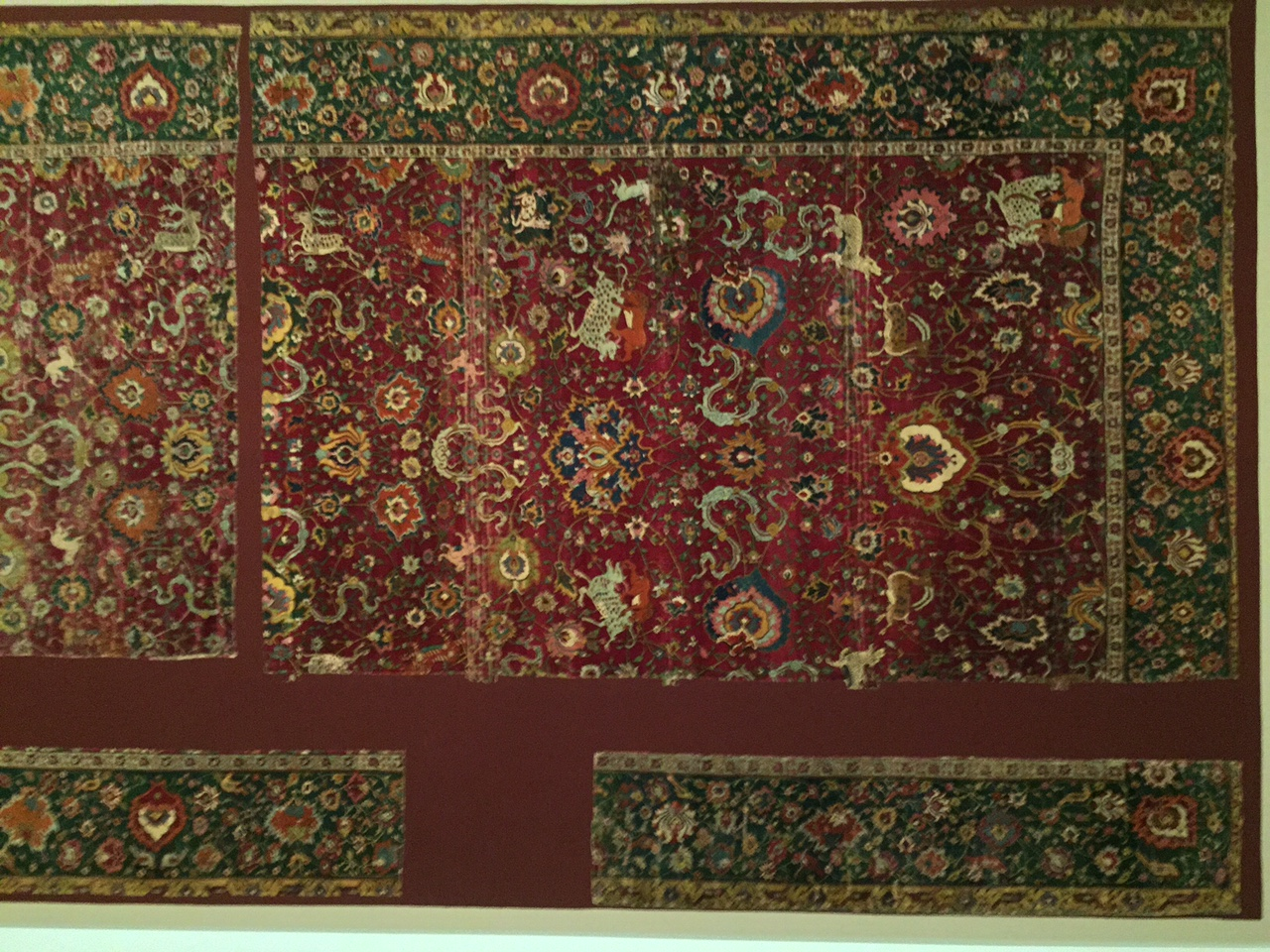
Thời kỳ Safavid Ba Tư, thảm thêu động vật thế kỷ 16, Bảo tàng Quốc gia Kunst und Gewerbe Hamburg

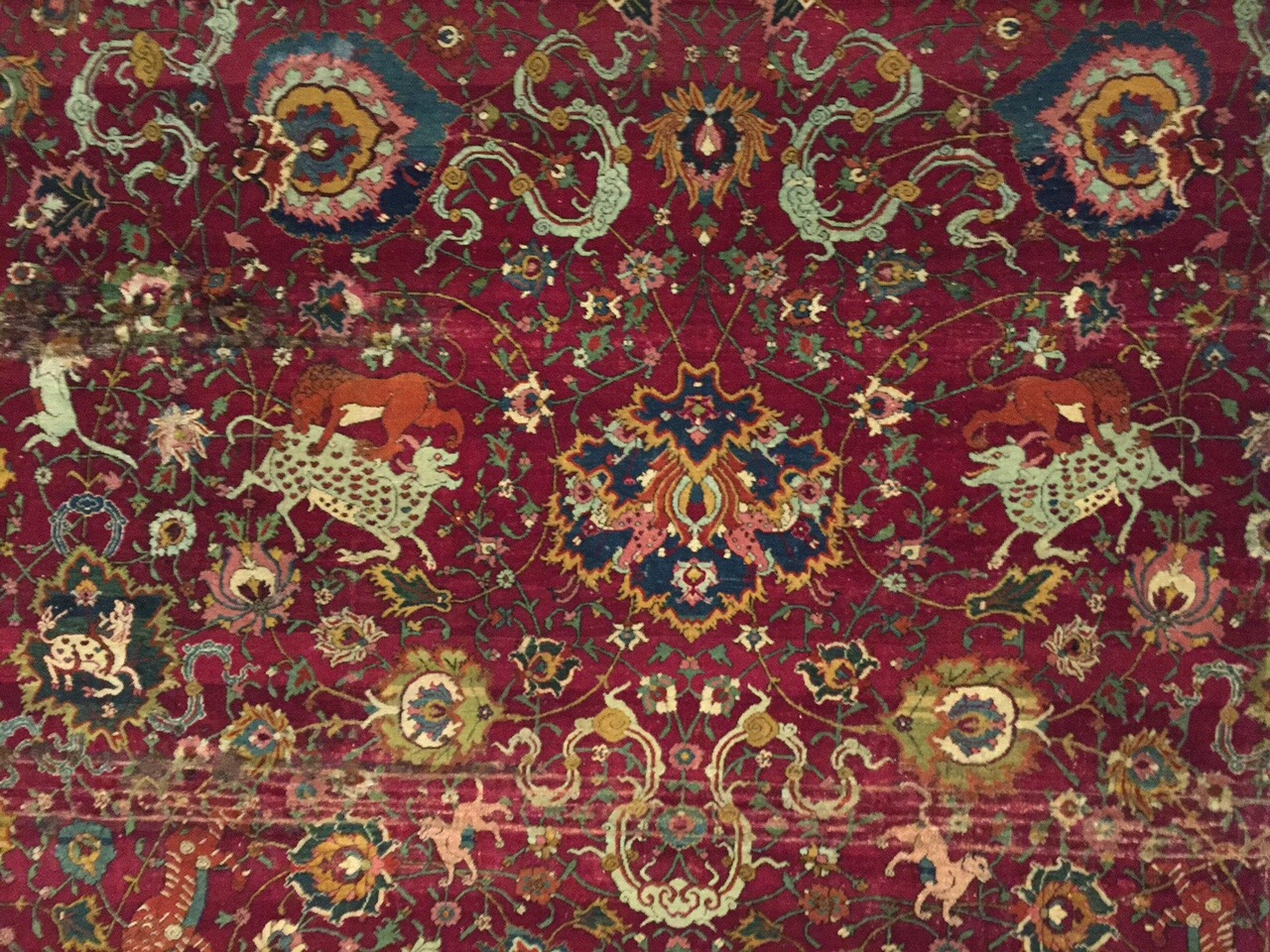
Họa tiết trên mặt thảm

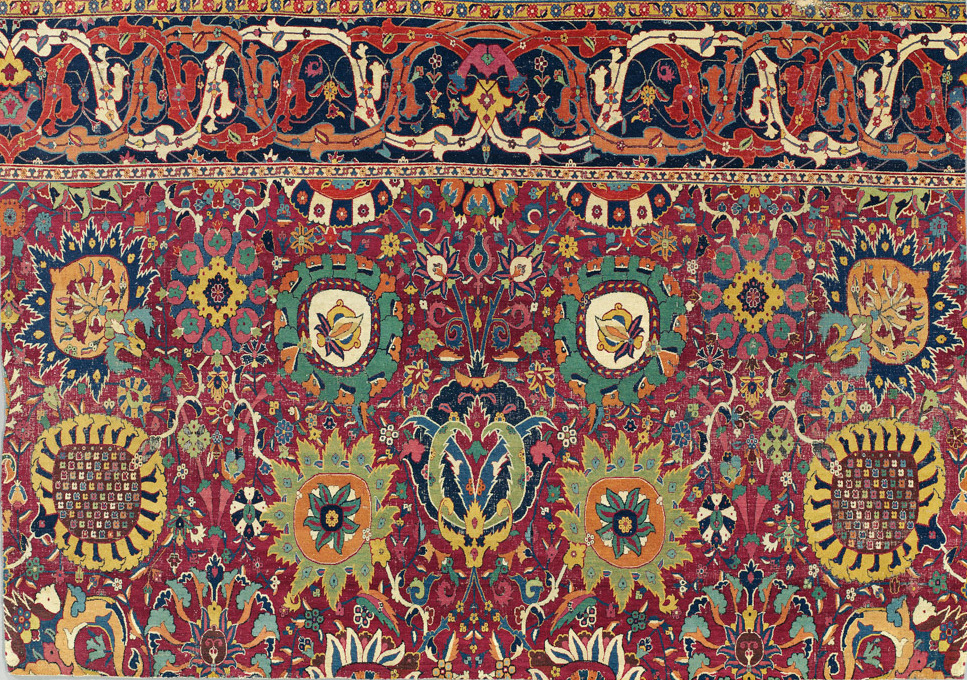
Mảnh thảm 'bình hoa' Safavid Kerman, đông nam Ba Tư, đầu thế kỷ 17

Thảm Ba Tư (tiếng Ba Tư: فرش ايرانى [ˈfærʃe ʔiːɾɒːˈniː], tiếng Ba Tư: قالی ايرانى [ɢɒːˈliːje ʔiːɾɒːˈniː] ), còn được gọi là thảm Iran, là một vật dụng vải dệt nặng được sản xuất cho nhiều mục đích thiết thực và biểu tượng, được sản xuất ở Iran (trong lịch sử được gọi là Ba Tư), để sử dụng trong gia đình, bán trong nước và xuất khẩu. Dệt thảm là một phần thiết yếu trong văn hóa Ba Tư và nghệ thuật Iran . Nằm trong nhóm chăn thảm phương Đông do nước  sản xuất thuộc “vành đai thảm”, thảm Ba Tư nổi bật bởi sự đa dạng và công phu trong các thiết kế cầu kỳ.
Thảm Ba Tư và các loại thảm khác nhau được dệt song song với các bộ lạc du mục, trong các xưởng làng và thị trấn, cũng như xưởng sản xuất của triều đình. Như vậy, chúng đại diện hỗn hợp, các dòng truyền thống đồng thời và phản ánh lịch sử Iran cùng các dân tộc khác. Những tấm thảm được dệt tại xưởng dệt của triều đình Safavid tại Isfahan vào thế kỷ XVI nổi tiếng với màu sắc và thiết kế thủ công tinh xảo, ngày nay được lưu giữ trong các viện bảo tàng và bộ sưu tập tư nhân trên toàn thế giới. Hoa văn và thiết kế đã tạo nên truyền thống nghệ thuật cho các xưởng dệt cung đình được duy trì tồn tại qua suốt thời kỳ của Đế chế Ba Tư đến triều đại hoàng gia cuối cùng của Iran.
Thảm ở các thị trấn và trung tâm khu vực như Tabriz, Kerman, Neyshabour, Mashhad, Kashan, Isfahan, Nain và Qom mang nét đặc trưng ở kỹ thuật dệt riêng biệt và sử dụng vật liệu, màu sắc và hoa văn chất lượng cao. Xưởng dệt thị trấn như của Tabriz đã đóng vai trò lịch sử quan trọng trong việc hồi sinh truyền thống dệt thảm sau thời kỳ suy tàn. Thảm dệt từ thôn làng và các bộ lạc khác nhau của Iran được phân biệt dựa vào chất len mịn, sáng màu và công phu cùng hoa văn truyền thống riêng biệt. Thợ dệt du mục và thôn làng nhỏ thường sản xuất những tấm thảm có thiết kế phá cách hơn và đôi khi thô hơn, được xem là những tấm thảm truyền thống và chân thực nhất của Ba Tư; trái ngược với thiết kế nghệ thuật, có kế hoạch trước tại những xưởng dệt lớn hơn. Thảm Gabbeh là loại thảm nổi tiếng nhất từ dòng truyền thống này.
Nghệ thuật và thủ công dệt thảm đã trải qua thời kỳ suy tàn khi bất ổn chính trị diễn ra hoặc dưới ảnh hưởng của nhu cầu thương mại. Nó đặc biệt bị ảnh hưởng bởi sự ra đời của thuốc nhuộm tổng hợp trong nửa sau thế kỷ XIX. Dệt thảm vẫn đóng vai trò quan trọng trong nền kinh tế Iran hiện đại. Sản xuất hiện đại mang nét đặc trưng do sự hồi sinh của cách nhuộm truyền thống bằng thuốc nhuộm tự nhiên, tái hiện hoa văn bộ lạc truyền thống, nhưng cũng phát minh ra các thiết kế hiện đại và sáng tạo, được dệt bằng kỹ thuật hàng thế kỷ. Thảm Ba Tư dệt tay được đánh giá là vật dụng có giá trị thiết thực và nghệ thuật cao và uy tín kể từ lần đầu tiên chúng được các nhà văn Hy Lạp cổ đại đề cập đến.
Mặc dù thuật ngữ "thảm Ba Tư" thường dùng để chỉ hàng dệt bằng thoi, nhưng thảm dệt phẳng như Kilim, Soumak, và khăn giấy thêu như Suzani là một phần của truyền thống dệt thảm Ba Tư phong phú và đa dạng.
Năm 2010, "kỹ năng dệt thảm truyền thống" ở tỉnh Fars và Kashan đã được ghi vào Danh sách Di sản Văn hóa Phi vật thể của UNESCO.